# Trichosalpinx escobarii
Trichosalpinx escobarii är en orkidéart som beskrevs av Carlyle August Luer. Trichosalpinx escobarii ingår i släktet Trichosalpinx och familjen orkidéer. Inga underarter finns listade i Catalogue of Life.